# Satyrus oshanini
Satyrus oshanini är en fjärilsart som beskrevs av Andrej Nikolajewitsch Avinoff och Sweadner 1951. Satyrus oshanini ingår i släktet Satyrus och familjen praktfjärilar. Inga underarter finns listade.